# راسيل كوتس
راسيل كوتس (بالإنجليزية: Russell Coutts)‏ هو ربان ‏ نيوزيلندي، ولد في 1 مارس 1962 في ويلينغتون في نيوزيلندا.

## وصلات خارجية
- راسيل كوتس على موقع الاتحاد الدولي للملاحة الشراعية (موقع قديم) (الإنجليزية)
- راسيل كوتس على موقع اللجنة الأولمبية الدولية (الإنجليزية)
- راسيل كوتس على موقع أوليمبيديا (الإنجليزية)
- راسيل كوتس على موقع اللجنة الأولمبية النيوزيلندية (الإنجليزية)
- راسيل كوتس على موقع الموسوعة البريطانية (الإنجليزية)